# آتشفشان مرکزی

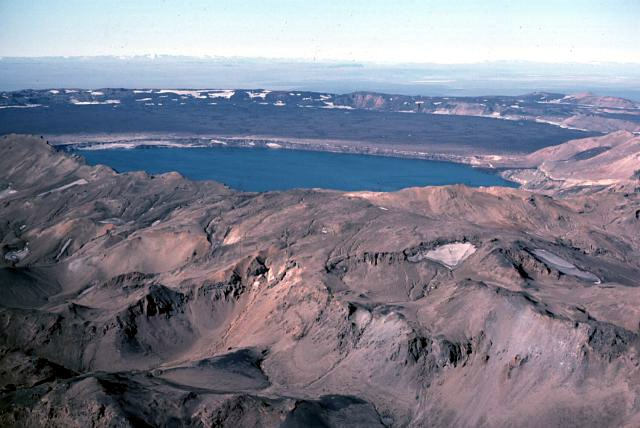
آتشفشان مرکزی آسکجا در ایسلند

آتشفشان مرکزی (انگلیسی: Central volcano) نوعی آتشفشان است که توسط سنگ‌های آتشفشانی غنی از بازالت و سیلیس شکل گرفته‌است. این آتشفشان‌ها حاوی سنگ‌های آتشفشانی بسیار کم یا بدون ترکیب حد واسط هستند، مانند سنگ‌هایی که از نظر شیمیایی دوشیوه‌ای به‌شمار می‌روند. فوران‌های سیلیسی بزرگ در آتشفشان‌های مرکزی اغلب منجر به تشکیل یک یا چند کاسه آتشفشانی می‌شوند.
آتشفشان‌های مرکزی ممکن است از نوع آتشفشان چینه‌ای یا آتشفشان سپری باشند.
آتشفشان‌های مرکزی در طول عمر خود دچار فوران‌های دوره‌ای می‌شوند که می‌تواند بیش از یک میلیون سال طول بکشد. در ایسلند، نام‌گذاری سامانه‌های آتشفشانی معمولاً از یک آتشفشان مرکزی مرتبط گرفته می‌شود. بزرگ‌ترین آتشفشان مرکزی یخچالی شناخته‌شده بر روی زمین، کوه هادینگتون در جنوبگان است که یک آتشفشان سپری پوشیده با یخچال طبیعی است که در جزیره جیمز راس قرار دارد.

## نمونه‌ها

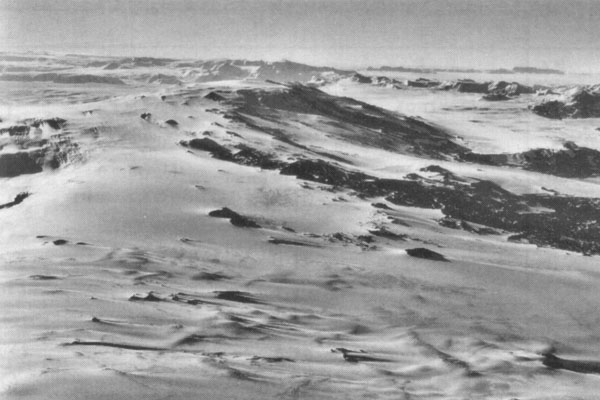
کوه مورنینگ، یک آتشفشان مرکزی در جنوبگان

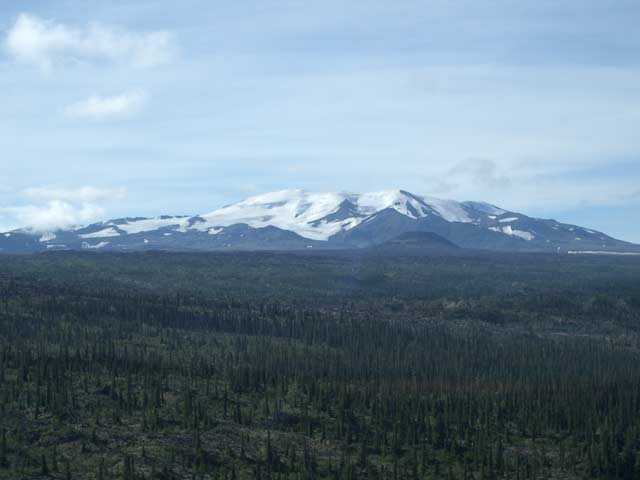
کوه ادزیزا در بریتیش کلمبیا، کانادا

### جنوبگان
- کوه دیسکاوری[۱]
- کوه مورنینگ[۲]

### کانادا
- قله آرمادیلو[۳]
- Ice Peak[۳]
- رشته‌کوه ایلگاچوز[۴]
- رشته‌کوه ایتچا[۴]
- کوه لول[۳]
- کوه ادزیزا[۳]
- رشته‌کوه رینبو[۴]
- رشته‌کوه اسپکتروم[۳]

### ایسلند
- آسکجا
- ایافیاتلایوکوتل
- آتشفشان کرافلا
- Ljósufjöll
- Prestahnúkur
- اسنوفولگلیسیا
- تورفایوکول